# Lagopo-ruivo
O Lagopus lagopus, comummente conhecido como lagopo-ruivo (grafia alternativa lagópode-ruivo) é uma ave galiforme, pertencente à família dos Fasianídeos, que habita a tundra, regiões sub-árticas e sub-alpinas.

## Etimologia
Quanto ao nome científico desta espécie, tanto o nome genérico, como o epíteto específico, provêm do grego antigo λαγώπους (lagópus), termo resultante da aglutinação dos étimos λᾰγώς (lebre) e πούς (pé), pelo que significa «com pés de lebre», por alusão às patas cobertas de penas, características destas aves, as quais fazem lembrar as patas de lebres cobertas de pêlos.

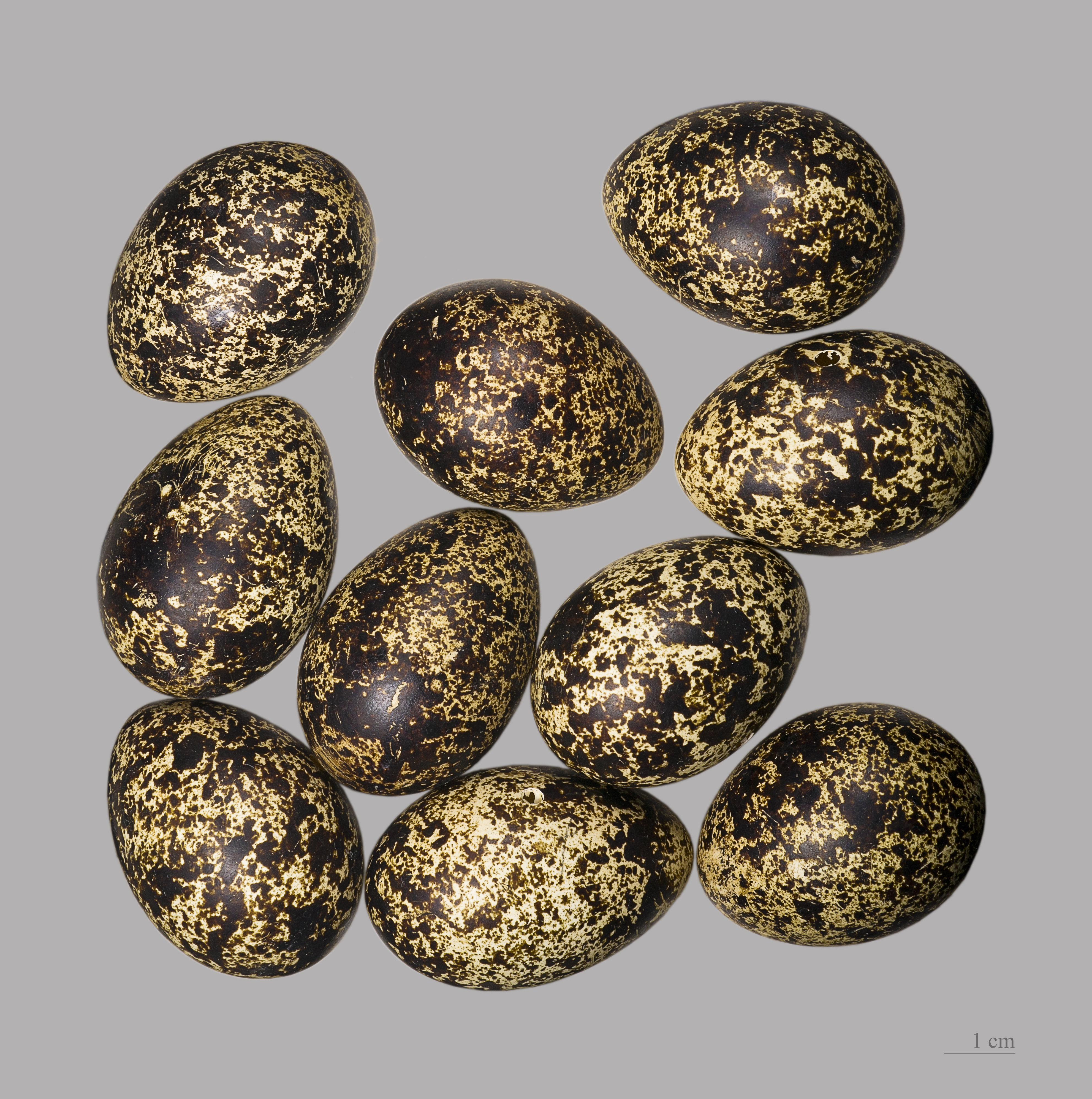
Lagopus lagopus lagopus

## Taxonomia
São reconhecidas duas subespécies:
- L. l. lagopus, com distribuição geográfica muito vasta
- L. l. scoticus, limitada à Escócia e ilhas setentrionais da Grã-Bretanha (Orkneys e Shetland); distingue-se pelo facto de não adquirir plumagem branca no Inverno e de ser de cor avermelhada durante todo o ano.